# Hipparchia diamanta
Hipparchia diamanta är en fjärilsart som beskrevs av Varin 1963. Hipparchia diamanta ingår i släktet Hipparchia och familjen praktfjärilar. Inga underarter finns listade i Catalogue of Life.